# Monographie des Orchidees
Monographie des Orchidees (abreviado Monogr. Orchid.) es un libro ilustrado con descripciones botánicas que fue escrito conjuntamente por E.G.Camus & A.Camus & Paul Bergon. Fue publicado en París en el año 1908 con el nombre de Monographie des Orchidées de l'Europe, de l'Afrique Septentrionale, de l'Asie Mineure...